# 七原帝子
七原 帝子（ななはら ていこ、10月14日 - ）は、日本の女性声優、歌手。東京都出身。クロコダイル準所属。旧名は帝子（ていこ）、籠原 帝子（かごはら ていこ）。

## 略歴
アイドルユニット「シュガークオリア」、
アイドルユニット「時効国家」2期メンバー、
歌謡バンド「少女式ヱリス」のボーカルとして活動。
2016年にゲストボーカルとして出演したライブでアニメ監督の幾原邦彦と出会い、2019年に同監督のテレビアニメ『さらざんまい』の吾妻サラ役で声優デビュー。同作の舞台版「さらに『さらざんまい』〜愛と欲望のステージ〜」でも同役で出演。
2019年5月にスターダストプロモーション声優部に所属。退所後、2022年6月1日よりクロコダイルに準所属。同年8月1日に芸名を「帝子」から「七原帝子」に改名した。

## 人物
趣味には映画鑑賞、読書、ドール集めをそれぞれ挙げている。また、特技には歌を挙げている。
声優になろうと思ったきっかけは歌うことが好きだったことから。歌を聞いてもらった人に声を褒めてもらった事が最初のきっかけだという。

## 出演

### 声の出演

#### テレビアニメ
- さらざんまい（2019年、吾妻サラ[13]）
- うちタマ?! 〜うちのタマ知りませんか?〜（2020年、さくら[14]）
- ホリミヤ -piece-（2023年、女子生徒B）
- メダリスト（2025年、卯山雪）

#### 劇場アニメ
- 劇場版 輪るピングドラム RE:cycle of the PENGUINDRUM ［前編］君の列車は生存戦略（2022年、図書館員[2]）

#### ゲーム
2019年
- ソウルアーク（蘇秦、月怪）
- 黒騎士と白の魔王（メガイラ）
- メモリアルレコード（フィロパトル、アナスタシア）
- ウチの姫さまがいちばんカワイイ（ウリエラ）

2020年
- 刻のイシュタリア（銀の聖槍ロンゴミアント）
- にゃんグリラ（エル）
- Death end re;Quest2（クーラ・シェルドン）
- デュエル・マスターズ プレイス（ボルシャック・ルピア、深渓妖精マルル）
- 感染×少女（未納橙子）
- アークオーダー（バロール、ペルセポネ）
- モンスターストライク（2020年 - 2024年、トレザード、チャペリー、マリーゴールド）
- ステラクロニクル（離水、玄武）
- Hell Sports（テンシ）
- サクラ革命 〜華咲く乙女たち〜（淡路のぎく）

2021年
- 戦の海賊（ロンゴミアント）

2022年
- ヴェルヴェット・コード（峯風、初雪）
- アリスフィクション（アスクレピオス）
- ゴシックは魔法乙女〜さっさと契約しなさい!〜（ドーター）

2024年
- さくらいろテトラプリズム（橘映見佳）

#### デジタルコミック
- 魔王様と結婚したい（2023年、メイベル[28]）

### 実写出演

#### 舞台
- さらに『さらざんまい』〜愛と欲望のステージ〜 - 吾妻サラ 役[29]
  - 東京公演（2019年11月28日 - 12月1日、シアター1010）
  - 大阪公演（2019年12月7日・8日、COOL JAPAN PARK OSAKA）
- 森永理科主催PSYCHOSIS『ドグラ・マグラ』（2021年） - 呉モヨ子 役[2]

#### 映画
- 少女の王国（2013年、さそり監督）
- あしたはどっちだ、寺山修司（2017年、相原英雄） - 少女 役[2] ※籠原帝子名義

## ディスコグラフィ

### キャラクターソング
| 発売日        | 商品名                               | 歌               | 楽曲                           | 備考                               |
| ------------- | ------------------------------------ | ---------------- | ------------------------------ | ---------------------------------- |
| 2019年6月5日  | さらざんまい 音楽集 皿ウンドトラック | 吾妻サラ（帝子） | 「放課後カッパー」             | テレビアニメ『さらざんまい』挿入歌 |
| 2019年6月26日 | さらざんまい BD・DVD第2巻特典CD      | 吾妻サラ（帝子） | 「放課後カッパー_Salala Scat」 | テレビアニメ『さらざんまい』挿入歌 |